# Mathilde Clément
Pour les articles homonymes, voir Clément.
Mathilde Clément, née le 7 mars 1997, est une samboïste française.
Elle obtient la médaille de bronze dans la catégorie des moins de 72 kg aux Championnats du monde de sambo 2020 à Novi Sad.